# Pruchnik
Pruchnik is een dorp in de Poolse woiwodschap Subkarpaten. De plaats maakt deel uit van de gemeente Pruchnik en telt 3600 inwoners.